# The Blues Brothers: Original Soundtrack Recording
The Blues Brothers: Original Soundtrack Recording è l'album che comprende la colonna sonora del film The Blues Brothers.

## Il disco
L'album, uscito nel 1980, è il secondo disco ufficiale registrato dai Blues Brothers e, seguendo il disco d'esordio Briefcase Full of Blues registrato dal vivo, costituisce il loro primo lavoro prodotto in studio.
È stato rimasterizzato nel 1995 con il titolo The Blues Brothers: Music from the Soundtrack.

## Tracce
1. She Caught The Katy - Jake
2. Peter Gunn Theme - strumentale (di Henry Mancini)
3. Gimme Some Lovin' - Jake
4. Shake a Tail Feather - Ray Charles/Jake & Elwood
5. Everybody Needs Somebody to Love - Jake & Elwood
6. The Old Landmark - James Brown e Chaka Khan
7. Think - Aretha Franklin
8. Theme From Rawhide - Jake & Elwood
9. Minnie the Moocher - Cab Calloway
10. Sweet Home Chicago - Jake & Elwood
11. Jailhouse Rock - Jake

## Altre canzoni nel film
Durante il film si possono udire altre canzoni (assenti nella colonna sonora ufficiale):
- Let the Good Times Roll - Louis Jordan
- Shake Your Moneymaker - Elmore James
- Soothe Me - Sam and Dave
- Hold on, I'm Comin' - Sam and Dave (viene anche inquadrata nel mangiacassette 'The Best of Sam and Dave', pubblicato dalla Atlantic, tributo ai due 'Soul Men', che sono tra gli ispiratori dei Blues Brothers)
- I Can't Turn You Loose - Otis Redding
- Boogie Chillen - John Lee Hooker
- Boom Boom - John Lee Hooker
- Quando quando quando - Tony Renis
- Stand by Your Man - Jake & Elwood
- Anema e core - Ezio Pinza
- Hit the Road Jack - Ray Charles
- I'm Walkin' - Fats Domino
- Garota de Ipanema - Antônio Carlos Jobim, Vinícius de Moraes (scena nell'ascensore)

## Formazione
- "Joliet" Jake Blues – voce
- Elwood Blues – voce, armonica a bocca
- Matt "Guitar" Murphy – chitarra
- Steve "The Colonel" Cropper – chitarra
- Donald "Duck" Dunn – basso
- Paul "The Shiv" Shaffer – tastiere, cori
- Willie "Too Big" Hall – batteria, cori
- Lou "Blue Lou" Marini – sassofono
- Tom "Bones" Malone – sassofono, trombone, tromba, cori
- Alan "Mr. Fabulous" Rubin – tromba, cori